# Carl Sternberg
Carl Sternberg, född 20 november 1872, död 1935, var en österrikisk patolog.
Sternberg studerade vid Wiens universitet där han tog examen 1896; han arbetade en tid som assistent vid det patologiska institutet vid Rudolfsspital och här influerades han av professor Richard Paltauf. År 1908 flyttade han till Brünn där han blev docent och 1914 extraordinarie professor. År 1914 blev han inkallad till armén och under hela kriget ägnade han sig åt att slåss för soldaternas rättigheter och välfärd. När kriget var över var han en av de mest dekorerade läkarna av hans rang i Österrike. Efter kriget flyttade han tillbaka till Brünn, men redan 1920 flyttade han igen, denna gång till Wien där han blev prosektor vid Wiedensjukhuset och chef över patologiavdelningen vid den allmänna sjukhuset. 1922 utsågs han till professor i patologi. Till hans forskningsområde hörde tuberkulos och leukemi.
Sternberg har givit namn åt Sternbergs sjukdom och Sternberg-Reed-cell (tillsammans med Dorothy Reed).